# Lysasterias chirophora
Lysasterias chirophora is een zeester uit de familie Asteriidae.
De wetenschappelijke naam van de soort werd in 1903 gepubliceerd door Hubert Ludwig.